# روئلا
روئلا (به لاتین: Roela) یک منطقهٔ مسکونی در استونی است که در دهستان وینی واقع شده‌است..